# Elecciones generales de Turquía de 1999
La decimocuarta elección general de Turquía se celebró el domingo 18 de abril de 1999 y fue la primera elección en la historia turca en combinar las elecciones locales, municipales y parlamentarias en el mismo día. El Partido de la Izquierda Democrática (DSP) de Bülent Ecevit se había elevado en popularidad después de la captura del líder del Partido de los Trabajadores de Kurdistán, Abdullah Öcalan, siendo el mayor partido y barriendo el tablero en la mayoría de las provincias occidentales de Turquía. No logró, sin embargo, obtener una mayoría general, y no le fue tan bien en las provincias orientales.
El segundo partido más grande (apodado "el segundo ganador" por la prensa al día siguiente) fue el Partido de Acción Nacionalista (MHP), que tuvo un gran desempeño en todo el país y obtuvo diputados de casi todas las 81 provincias del país. El partido más grande de la última elección, el Partido de la Virtud (FP), regresó a la oposición después de perder cuarenta y siete escaños y un millón de votos. El declive del Partido Republicano del Pueblo continuó; esta fue la primera vez en que el partido no superó el umbral del 10 por ciento para la representación parlamentaria. Esta fue la última elección que produjo un parlamento sin mayoría hasta las elecciones generales de junio de 2015.

## Resultados
|  | 22.19 % |

|  | 17.98 % |

|  | 15.40 % |

|  | 13.22 % |

|  | 12.01 % |

|  | 0.87 % |

|  | 8.71 % |

|  | 4.17 % |

|  | 3.45 % |

|  | 95.29 % |

|  | 4.71 % |

|  | 100.00 % |

|  | 87.09 % |

- Datos: Q205478